# Moonlight Mile (sång)
Moonlight Mile är en låt skriven av Mick Jagger och Keith Richards som lanserades av The Rolling Stones 1971 på studioalbumet Sticky Fingers. Låten är en ballad med stråkarrangemang av Paul Buckmaster och den avslutar albumet. Keith Richards var inte så involverad i inspelningen. Det var Mick Taylor som byggde vidare på en av Richards kort inspelad gitarrsnutt med arbetstiteln "Japanese Thing". Mick Jagger spelar akustisk gitarr på inspelningen. Texten är mystisk och elliptisk, och texten tycks utgöra en önskan om att få distanserara sig från rock och turnélivet och istället slå sig till ro på en lugn plats.
Låtens inledande strof "When the wind blows and the rain feels cold. With a head full of snow..." ("När vinden viner och regnet känns kallt. Med ett huvud fyllt av snö...") har setts som en referens till kokainbruk.
Låten har använts i ett avsnitt av Sopranos och namngav filmen Moonlight Mile.